# グランテタブリスマン
グランテタブリスマン（フランス語: Grand établissement）は、フランス教育法典第7項に基づく制度であり、科学的・文化的・職業的目的を有する特別な高等教育機関である。一般的な大学（université）とは異なり、選抜方法・学位授与権限・教育組織において高い自律性が認められており、国家によって特別に認可されたエリート機関と位置づけられる。特別高等教育機関ともいわれる。

## 概要
フランス教育法第717条に従って設置されたこれらの機関は、国民教育省の所管ではなく、フランス国務院の特別令によって定められ、運営されている。フランス国内の学術研究機関において、特定の歴史を有する公的機関をまとめる目的で1984年に発足した。2013年に高等教育研究関連法)が制定され、「特定の歴史的特徴を持つ教育機関」に制限された。

## 国民教育省大臣憲章に基づくグランテタブリスマン
- コレージュ・ド・フランス（Collège de France）
- 国立工芸院 (CNAM - Conservatoire National des Arts et Metiers)
- エコール・サントラル・パリ（École Centrale Paris）
- 国立土木学校 (École des Ponts ParisTech)
- ロレーヌ大学  (Université de Lorraine)
- 国立古文書学校（École nationale des chartes）
- 国立民間航空学校 (ENAC - École nationale de l'aviation civile）
- 国立高等工芸学校 (Ecole Nationale Supérieure d'Arts et Metiers)
- 国立高等情報科学図書館学校（ENSSIB - Ecole Nationale Superieure des Sciences de l'information et des Bibliotheques）
- 高等研究実習院（EPHE - École Pratique des Hautes Études)
- 社会科学高等研究院（EHESS - École des hautes études en sciences sociales）
- パリ政治学院（IEP de Paris - Institut d'Etudes Politiques de Paris）
- パリ天体物理学研究所 (Institut de physique du globe de Paris)
- 国立東洋言語文化学院 (INALCO - Institut national des langues et civilisations orientales)
- 国立自然史博物館（le Muséum national d'histoire naturelle）
- パリ天文台（Observatoire de Paris）
- パリ・ドーフィン大学 (Université Paris-Dauphine)
- グルノーブル国立理工科学院 (Institut National Polytechnique de Grenoble)
- ディジョン農学食品工学大学院 (Agrosup Dijon)
- 公衆衛生高等研究院（École des hautes études en santé publique）

## 経済財務産業省大臣憲章に基づくグランテタブリスマン
- アンスティチュ・ミンヌ＝テレコム（Institut Mines-Télécom）
  - テレコム・パリテック（Telecom ParisTech）
  - École des Mines-Télécom de Lille-Douai
  - テレコム・ブルターニュ（Telecom Bretagne）
  - Telecom & Management SudParis
  - アンスティチュ・ユーレコム（Institut Eurécom）

## 文化省大臣憲章に基づくグランテタブリスマン
- 在ローマ・フランス・アカデミー（Académie de France à Rome）
- フランス国立図書館（BNF - Bibliothèque nationale de France）
- コメディ・フランセーズ（Comédie-Française）
- 国立高等演劇芸術学校（Conservatoire national supérieur d'art dramatique）
- パリ国立高等音楽・舞踊学校（Conservatoire national supérieur de musique et de danse de Paris）
- パリ＝ベルヴィル国立高等建築学校（École Nationale Supérieure d'Architecture de Paris-Belleville）
- エコール・デュ・ルーヴル（École du Louvre）
- 国立高等美術学校（École nationale supérieure des beaux-arts）
- 国立高等装飾美術学校（École nationale supérieure des arts décoratifs）
- 国立高等映像音響芸術学校（The École nationale supérieure des métiers de l'image et du son)